# Staatliche Universität Sotschi
Die Staatliche Universität Sotschi (SSU) (russisch Сочинский государственный университет) ist eine Universität in der südrussischen Stadt Sotschi. Als eigenständige Hochschule wurde die Universität erst 1989 gegründet, diverse Vorgängerinstitute existierten jedoch bereits seit den 1960er-Jahren. Nach eigenen Angaben hat sie heute rund 7.500 Studierende.

## Geschichte
In der Stadt Sotschi gab es lange Zeit keine eigene Universität, sondern lediglich Filialen anderer russischer Universitäten. 1989 wurde die Sotschier Filiale der Staatlichen Technischen Universität Kuban eine eigenständige Hochschule und in „Staatliches Institut für Kurwesen und Tourismus Sotschi“ umbenannt. 1997 gliederte man in dieses Institut die Sotschier Filiale der Sankt Petersburger Pädagogischen Universität. Das nun stark vergrößerte Institut erhielt nun den Status einer Universität und erhielt die Bezeichnung „Staatliche Universität für Tourismus und Kurwesen Sotschi“, in Anlehnung an ihren Fächerschwerpunkt. In den folgenden Jahren entwickelte sie sich jedoch immer mehr zur Volluniversität, so dass 2011 die Umbenennung in die heutige Bezeichnung beschlossen wurde.
Die Universität betreibt eine Filiale im rund 350 Kilometer entfernten Anapa.
Mit der Erklärung vom 18. August 2009 (Nr. 893/01-2) bevollmächtigte die Rektorin, Galina Romanowa, den Dozenten am Lehrstuhl für Wirtschaft dieser Universität, Hans-Jürgen Stümpel aus Gifhorn, im Namen der Staatlichen Universität Sotschi, mit Institutionen, Organisationen und Firmen Kontakte in Deutschland aufzubauen, sowie Verhandlungen über eine Zusammenarbeit zu führen. Hieraus entwickelte sich die deutsche Vertretung der Staatlichen Universität Sotschi. Diese Vertretung bietet den Studenten Unterricht in deutscher Sprache an. Im Sommer 2013 besuchten die Rektorin sowie leitende Mitarbeiter diese Vertretung und führten Gespräche mit Hochschulen und Ministerien in Niedersachsen.